# Lnáře
Lnáře falu és önkormányzat (obec) Csehországban. Területe 12,68 km², lakosainak száma 759 (2008. 12. 31). Az önkormányzathoz tartozó települések: Lnáře és Zahorčice.

## Fekvése
Dél-csehországi kerületének Strakonicei járásában. A falu Písektől mintegy 35 km-re északnyugatra, Plzeňtől 50 km-re délkeletre, és Prágától 84 km-re délnyugatra fekszik.

## Története
A település első írásos említése 1318-ből származik.

## Nevezetességei
- Öreg vár.
- „Új vár”.
- Kolostor

## Népesség
A település népessége az elmúlt években az alábbi módon változott:
| Lakosok száma | 1207 | 1235 | 1246 | 1103 | 878  | 721  | 725  | 714  | 653  | 700  |
|               | 1869 | 1900 | 1921 | 1961 | 1980 | 2011 | 2016 | 2019 | 2021 | 2024 |